# Altorp

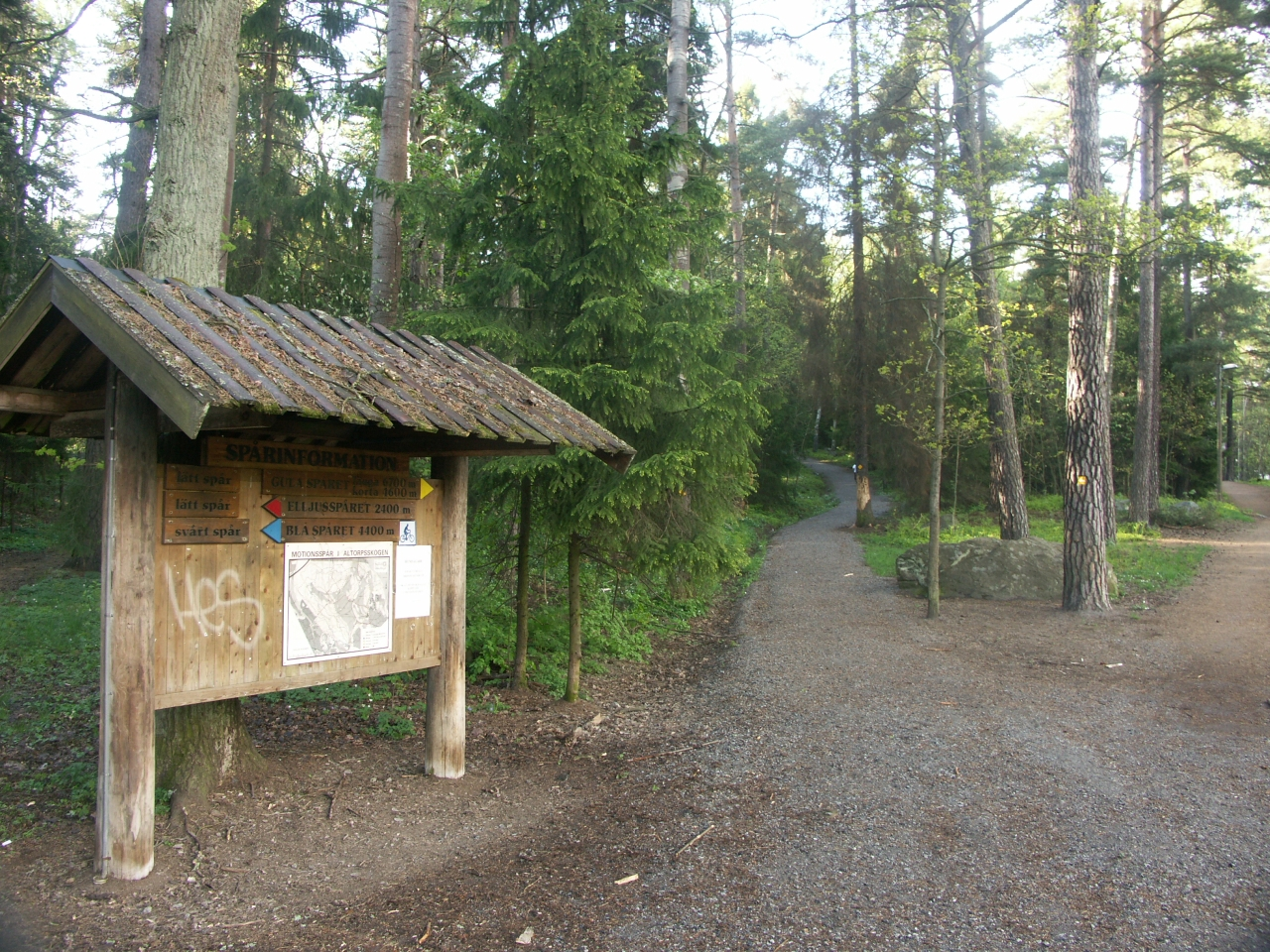
Altorpsskogen, 7 maj 2007

Altorp är en del av Djursholm i Danderyds kommun i Stockholms län. 
I Altorp finns bland annat en järnvägsstation längs Roslagsbanan, ett gravkapell, en förskola och en skog. 

## Förskolan Altorp

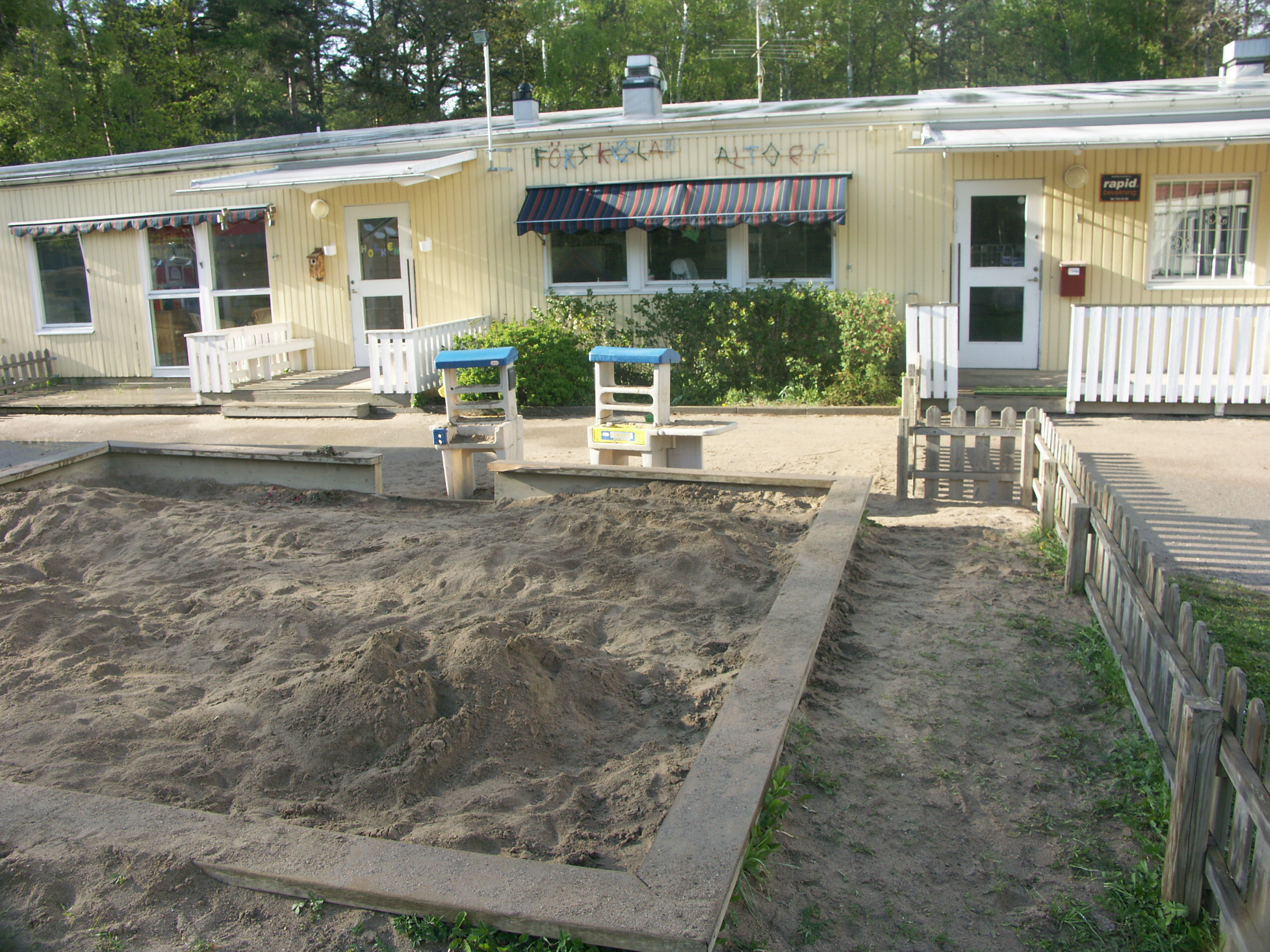
Förskolan Altorp den 7 maj 2007

Förskolan Altorp är en kommunal förskola som startades 1977.

## Altorpsskogen
Altorpsskogen är en skog som ligger i Danderyd. I Altorpsskogen finns fyra olika motionsspår.
| Motionsspår        | Längd  | Prepareringsgrad | Belysning     |
| ------------------ | ------ | ---------------- | ------------- |
| Gula spåret(långa) | 6,7 km | välpreparerat    | nej           |
| Gula spåret(korta) | 4,6 km | välpreparerat    | nej           |
| Blått spår         | 4,4 km | opreparerat      | nej           |
| Elljusspår         | 2,4 km | välpreparerat    | 05.00 - 23.00 |

## Altorps station

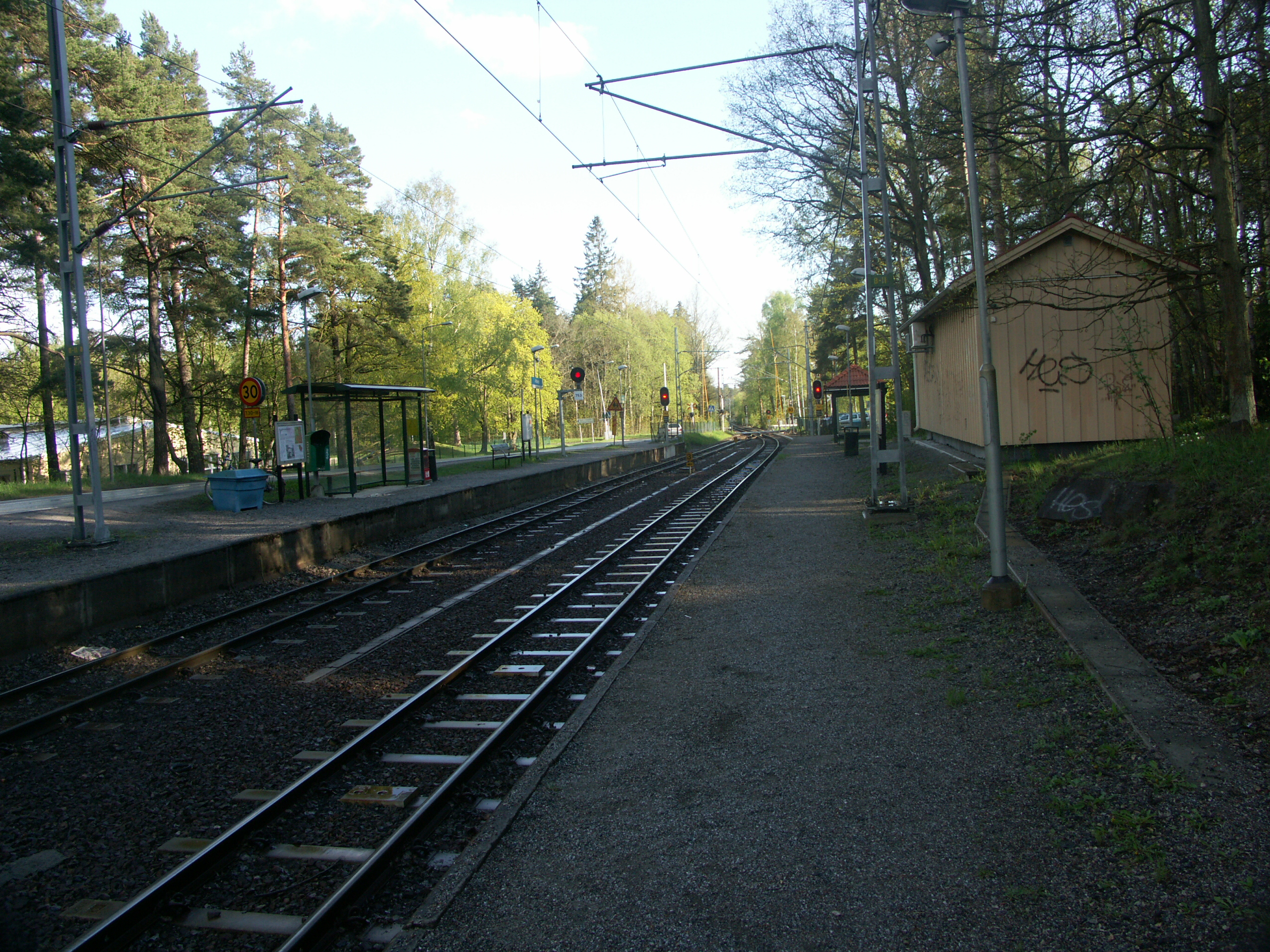
Altorps station maj 2007

Altorp är en av Roslagsbanans stationer, en mötesstation på den enkelspåriga bangrenen Djursholms Ösby–Näsbypark. Den ligger 8,4 kilometer från Stockholms östra och består av två sidoplattformar vid ett kort dubbelspår. Altorp var ändstation när den invigdes 1910, men linjen drogs vidare till Lahäll 1928.